# Jean-Baptiste de Latil
Jean-Baptiste Marie Anne Antoine de Latil (Isola di Santa Margherita, 6 marzo 1761 – Gémenos, 1º dicembre 1839) è stato un cardinale e arcivescovo cattolico francese.

## Biografia
Nacque a Isola di Santa Margherita il 6 marzo 1761, figlio di Antoine de Latil e di Gabrielle-Thérèse de Magny.
Indirizzato alla carriera ecclesiastica, ottenne di frequentare il seminario di Saint-Sulpice a Parigi e venne ordinato sacerdote nel 1784, svolgendo la propria prima attività pastorale nella parrocchia di Saint-Sulpice. Vicario generale della diocesi di Vencem, rifiutò di prestare giuramento alla Costituzione civile del clero del 1791 e lasciò pertanto la Francia in esilio volontario. Ritornò nel 1792, ma venne arrestato e imprigionato a Montfort-l'Amaury; qui, liberato, venne inviato a Düsseldorf, in Germania, ove poté continuare la propria attività pastorale, e fu poi in Inghilterra. Nel 1805 vebbe nominato elemosiniere ordinario del principe Carlo Filippo di Francia, conte di Artois e futuro re Carlo X, divenendo grande elemosiniere nel 1814.
Eletto vescovo titolare di Amicle dall'8 marzo 1816, venne consacrato la domenica delle palme (7 aprile) del 1816 nella cappella di Lorette, Issy, per mano di François de Pierre de Bernis, arcivescovo emerito di Albi, assistito da Jean-Baptiste Du Chilleau, vescovo di Chalon, e da Jean de Coucy, vescovo di La Rochelle. Trasferito alla sede di Chartres dal 1º ottobre 1817, non poté occupare quella sede sino al 1821. Conte e pari di Francia dal 31 ottobre 1822, venne promosso alla sede metropolitana di Reims dal 12 luglio 1824, anno in cui ottenne anche il titolo di duca. Consigliere di Stato, dal 12 maggio 1825 fu commendatore dell'Ordine dello Spirito Santo e il 29 maggio di quell'anno ebbe il privilegio di incoronare re Carlo X nella cattedrale di Reims.
Creato cardinale presbitero nel concistorio del 13 marzo 1826, il 18 maggio 1829 ricevette la berretta cardinalizia e il titolo di San Sisto il 21 maggio. Prese parte al conclave del 1829 che elesse papa Pio VIII, ma non presenziò a quello del 1830-1831 che elesse papa Gregorio XVI. Dopo la caduta di Carlo X, lo accompagnò in Inghilterra ed in Germania, governando la propria arcidiocesi tramite dei vicari. Ritornò in Francia nel 1839 ma non nella sua arcidiocesi, ritirandosi a vita privata in Provenza.
Morì a Gémenos, presso Marsiglia, il 1º dicembre 1839. La sua salma venne esposta e poi sepolta nella cattedrale di Reims.

## Genealogia episcopale e successione apostolica
La genealogia episcopale è:
- Cardinale Scipione Rebiba
- Cardinale Giulio Antonio Santori
- Cardinale Girolamo Bernerio, O.P.
- Arcivescovo Galeazzo Sanvitale
- Cardinale Ludovico Ludovisi
- Cardinale Luigi Caetani
- Cardinale Ulderico Carpegna
- Cardinale Paluzzo Paluzzi Altieri degli Albertoni
- Papa Benedetto XIII
- Papa Benedetto XIV
- Papa Clemente XIII
- Cardinale Giovanni Francesco Albani
- Papa Pio VI
- Arcivescovo François de Pierre de Bernis
- Cardinale Jean-Baptiste-Marie-Anne-Antoine de Latil

La successione apostolica è:
- Vescovo Charles-François-Marie Petit-Benoit de Chaffoy (1821)
- Vescovo Alexandre-Charles-Louis-Rose de Lostanges-Saint-Alvère (1821)
- Vescovo René-François Soyer (1821)
- Vescovo Jean-Pierre de Gallien de Chabons (1822)
- Cardinale Louis-Jacques-Maurice de Bonald (1823)
- Vescovo François-Antoine Arbaud (1823)
- Vescovo Fortuné-Charles de Mazenod (1823)
- Vescovo Jean-Baptiste-François-Nicolas Millaux (1823)
- Vescovo Augustin de Mailhet de Vachères (1825)
- Vescovo Jules-François de Simony (1825)
- Vescovo Etienne Blanquet de Rouville (1828)
- Cardinale Joachim-Jean-Xavier d'Isoard (1829)